# Guadeloupe frank
De Guadeloupe frank was tot 2002 de munteenheid van Guadeloupe. Hij was onderverdeeld in 100 centimes.

## Geschiedenis
De frank werd geïntroduceerd na het herstel van de eilanden door Frankrijk op Groot-Brittannië in 1816. Hij verving de pond. De Franse frank circuleerde, naast bankbiljetten die tussen 1848 en 1961 specifiek voor Frans-Guyana werden uitgegeven, en bankbiljetten die tussen 1961 en 1975 voor Guadeloupe, Frans-Guyana en Martinique (gezamenlijk de Franse Antillen genoemd) werden uitgegeven.

## Munten
In 1903 en 1921 werden munten van cupro-nikkel 50 centimes en 1 frank uitgegeven.

## Bankbiljetten
In 1848 introduceerde de Banque de Pret bankbiljetten in coupures van 5, 10, 50, 100, 500 en 1000 frank. De Koloniale Schatkist gaf vanaf 1854 1 frank Bons de Caisse uit, gevolgd door 2 frank in 1864 en 50 centimes, 5 en 10 frank in 1884.
In 1887 introduceerde de Banque de la Guadeloupe bankbiljetten van 500 frank, gevolgd door 50 centimes, 1, 2, 25 en 100 frank in 1920 en 5 frank in 1928. Een laatste serie bankbiljetten werd geïntroduceerd door de Banque de la Guadeloupe in 1942. , in coupures van 5, 25, 100, 500 en 1000 frank.
In 1944 introduceerde de Caisse Centrale de la France d'Outre Mer (Centrale kassier voor overzees Frankrijk) bankbiljetten van 10, 20, 100 en 1000 frank. In 1947 werd een nieuwe serie bankbiljetten geïntroduceerd in coupures van 5, 10, 20, 50, 100, 500, 1000 en 5000. Deze bankbiljetten deelden hun ontwerp met de bankbiljetten uitgegeven voor Frans-Guyana en Martinique.
In 1961 werden de bankbiljetten van 100, 500, 1000 en 5000 frank overstempeld met hun waarden in nouveaux franc (nieuwe frank): 1, 5, 10 en 50 nouveax franc. In hetzelfde jaar werd een nieuwe serie bankbiljetten geïntroduceerd met de namen Guadeloupe, Frans-Guyana en Martinique erop. In 1963 nam het Institut d'Emission des Départements d'Outre-Mer (Instituut voor emissies in de overzeese departementen) de papiergeldproductie in de drie departementen over en gaf bankbiljetten van 10 en 50 nouveax franc uit. Deze werden in 1964 gevolgd door bankbiljetten van 5, 10, 50 en 100 frank, waarbij het woord nouveaux was geschrapt.